# Nosečnost
Nosečnost (strokovno tudi gravidnost ali gestacija) je obdobje nosečnice od oploditve jajčeca do poroda. Običajno se v maternici razvija le en plod, kadar pa je plodov več, govorimo o večplodni nosečnosti. O nosečnosti govorimo le pri ženskah, pri samicah drugih sesalcev pravimo temu stanju brejost.
Nosečnost traja okoli 9 mesecev (to je razdobje med zadnjim menstrualnim ciklom in porodom) oziroma 38 tednov (od oploditve). Nerojenega otroka imenujemo v prvih tednih zarodek (embrij) in kasneje ter vse do poroda plod (fetus). Nosečnico, ki bo prvič rodila, imenujemo prvorodnica (primipara), žensko, ki je imela že več porodov, pa mnogorodnica (multipara). 
Nosečnost razdelimo arbitrarno na tri trimesečja (trimestre), ki pomenijo 3 glavne stopnje plodovega razvoja. V prvem trimesečju obstaja največja nevarnost spontanega splava. Med drugim trimesečjem lahko razvoj plodu že dobro spremljamo in diagnosticiramo morebitne motnje v razvoju. V tretjem trimesečju se plod začne pripravljati na preživetje izven materinega telesa.
Nosečnost spremljajo nosečnostni znaki, ki z večjo ali manjšo gotovostjo kažejo na nosečnost. Nosečnostni test temelji na merjenju koncentracije horijevega gonadotropina v krvi ali seču in predstavlja dokaj zanesljivo potrditev nosečnosti. Šele dokaz zarodka v maternici (na primer s sonografijo) velja za dokončno potrditev.

## Nosečnost po trimesečjih

### Prvo trimesečje
V medicini se za začetek nosečnosti šteje trenutek, ko se oplojeno jajčece ugnezdi v endometrij maternice. Če se ugnezdi v materničnem vratu, pride do cervikalne nosečnosti, pri zunajmaternični nosečnosti pa se jajčece ugnezdi v jajcevodu. Pri ugnezdenju lahko pride do blage krvavitve iz nožnice. Sicer pa vsaka krvavitev predstavlja tveganje in je potreben čimprejšnji pregled. Okrog zarodka se tvori posteljica, ki predstavlja vez med zarodkom in materjo. Plod je s posteljico povezan preko popkovnice. 
V prvem trimesečju se pri okoli 70 % nosečnic pojavlja jutranja slabost. V tem trimesečju se zgodi največ spontanih splavov.

### Drugo trimesečje
Gre za četrti, peti in šesti mesec nosečnosti. V tem obdobju se nosečnice običajno zopet počutijo bolje ter začnejo pridobivati telesno maso. V četrtem mesecu nosečnosti se navadno zgodi prvo premikanje ploda, ki ga nosečnica začuti. Možna je določitev otrokovega spola.

### Tretje trimesečje
Teža nosečnice se še poviša, plod se redno giba. Zaradi pritiskanja trebuha na sečni mehur mora nosečnica pogosto mokriti ter lahko pride do uhajanja seča. Pogoste so tudi bolečine v hrbtenici. 
V tretjem trimesečju postaja plod sposoben samostojnega življenja in s pomočjo sodobne medicine lahko preživi tudi prezgodaj rojen otrok (nedonošenček).

## Zapleti v nosečnosti
Nosečnice so celotno nosečnost deležne zdravniškega nadzora, da ne bi prišlo do zapletov oziroma oziroma da se morebitni zapleti čim prej odkrijejo in blažijo. Podatke o materi in otroku ginekolog vpisuje v tako imenovano materinsko knjižico.
Nosečnosti, ki jih ginekolog prepozna za bolj tvegane, se klasificirajo kot rizične nosečnosti. Delež rizičnih nosečnosti je v porastu; razlog je zlasti vse višja starost nosečnic. Nosečnica, ki ima rizično nosečnost, je deležna pogostejših pregledov in dodatnih preiskav pri specialistih.
Dejavniki, ki doprinesejo, da se nosečnost klasificira kot rizična:
- starost nosečnice pod 18 let ali nad 35 (prvorodnice) oziroma nad 40 let (nosečnice, ki so že rodile)
- večplodna nosečnost
- nosečnost pri mnogorodnicah, ki so rodile že več kot 4-krat
- dva ali več spontana splava v preteklosti
- zapleti pri prejšnjih nosečnostih
- Rh-inkompatibilnost
- anomalna lega otroka
- gestacijski diabetes ali gestacijska hipertenzija
- uživanje zdravil, alkohola, nikotina in drugih substanc med nosečnostjo
- zahiran ali prevelik plod
- spremembe v plodovnici
- razne akutne bolezni in okužbe
- cervikoistmična insuficienca (šibkost materničnega vratu)
- ledvične okvare
- sladkorna bolezen
- motnje v strjevanju krvi